# Kasztelanka (obraz Jana Matejki)
Kasztelanka – obraz Jana Matejki, namalowany w 1876 roku, zaginiony podczas II wojny światowej. Jego oryginalną kompozycję, kolorystykę oraz kształt uszkodzonego płótna znamy z zachowanej i przechowywanej w zbiorach Muzeum Narodowego w Krakowie kopii, wykonanej przez Marię Lipkowską. Obraz przedstawia Stanisławę Serafińską (1846-1924) – córkę Joanny z Giebułtowskich i Leona Serafińskiego, siostrzenicę Teodory Matejkowej.

## Historia
Obraz został namalowany w krakowskiej pracowni domowej Jana Matejki, o czym wspomina w swoich wspomnieniach Stanisława Serafińska, przedstawiona na obrazie. Artysta stworzył Kasztelankę od marca do lipca 1876 roku. Dzieło przyczyniło się do wybuchu zazdrości ze strony żony artysty, która w przypływie gniewu, zniszczyła swój portret w stroju ślubnym oraz nakazała to samo uczynić mężowi z portretem Kasztelanki. Matejko obciął wówczas naroża obrazu, mówiąc żonie, że to jedyne zachowane fragmenty płótna, które sam spalił. Zazdrość Teodory o siostrzenicę stała się powodem zerwania kontaktów z Serafińskimi.
Oryginał dzieła był własnością rodziny Serafińskich, a później Tarnowskich, przechowywano go w Krakowie. Zaginął w czasie II wojny światowej. Kopia znajdująca się w zbiorach Muzeum Narodowego w Krakowie namalowana została w 1934 roku przez Marię Lipkowską, z zachowaniem kształtu oryginalnego, uszkodzonego płótna.

## Opis
Bezpośrednio za figurą Kasztelanki zawieszona jest makata w kolorze ciemnej zieleni z granatowymi uzupełnieniami, zdobiona organicznymi wzorami. Po lewej stronie za dziewczyną widoczne są kwitnące na różowo oleandry, częściowo wyłaniające się również powyżej, zza makaty. W oddali, za drzewami, na tle błękitnego, pokrytego chmurami nieba widoczny jest dwuwieżowy zamek. Odznacza się blankowanymi murami, niższą wieżę zwieńczono cebulastą kopułą, drugą zaś okryto dachem stożkowym. W tym przedstawieniu rozpoznać można schemat wiśnickiego zamku, co miało stanowić odniesienie do związków portretowanej z Wiśniczem, w którym rodzina Serafińskich posiadała dom letni.

## Klasyfikacja na tle twórczości portretowej Jana Matejki
Portrety Jana Matejki można podzielić na wcześniejsze – intymno-realistyczne, formalnie oszczędne w środkach, monochromatyczne, przedstawiające przeważnie mieszczan, czy też reprezentantów drobnej szlachty (np. Mauriziów, Serafińskiego, Dobrzańskiego) – oraz z fazy późniejszej – wyraźnie reprezentacyjne, z tendencją do monumentalizacji. Te drugie – zazwyczaj wielobarwne, bogate w detale, o dekoracyjnych tłach złożonych z draperii, makat, wszelakich antykwarycznych rekwizytów wyobrażały przeważnie przedstawicieli rodów magnackich, a jeśli i mieszczanki, czy mieszczan, to ucharakteryzowanych na senatorów, panów feudalnych, damy dworu. Do tego rodzaju przedstawień należy m.in. Kasztelanka – portret Stanisławy Serafińskiej. Wizerunki malowane w późniejszej fazie łączy wysoki stopień ozdobności z siłą wyrazu psychicznego, jakim obdarzył artysta swoich modeli. Indywidualność portretowanej postaci podporządkowywał Matejko swej subiektywnej wizji twórczej.